# (35908) 1999 JP92
1999 JP92 (asteroide 35908) é um asteroide da cintura principal. Possui uma excentricidade de 0.15229970 e uma inclinação de 7.71177º.
Este asteroide foi descoberto no dia 12 de maio de 1999 por LINEAR em Socorro.